# Ruby (canção)
"Ruby" é uma canção da banda de rock inglesa Kaiser Chiefs, e a faixa principal de seu segundo álbum, Yours Truly, Angry Mob. Foi lançada como single para download em 5 de fevereiro de 2007 e como edição limitada em 7" e CD single em 19 de fevereiro. 
Alcançou a primeira posição no Reino Unido em 25 de fevereiro de 2007, e terminou 2007 entre as dez maiores vendas do ano no país, com um total de 313.765 vendas. 
A canção aparece como faixa bônus do videogame Guitar Hero III: Legends of Rock, e na trilha sonora do Pro Evolution Soccer 2010.

## Faixas
- 7" vinil

1. "Ruby"
2. "Admire You"
  - Esta canção foi lançada como faixa bônus na edição japonesa de Yours Truly, Angry Mob.

- CD single

1. "Ruby"
2. "From the Neck Down"
  - Esta canção foi lançada como faixa bônus na edição da Best Buy de Yours Truly, Angry Mob.

- Download digital

1. "Ruby"
2. "Ruby" (ao vivo no Berlin Kesselhaus)

- Best Buy stores video single

1. "Everything Is Average Nowadays" (ao vivo)
2. "Admire You"
3. "Ruby" (vídeo)[2]

## Videoclipe
O videoclipe de "Ruby" foi dirigido pelo produtor sueco Stylewar, que também produziu o vídeo de "I Predict a Riot", em 2005, e mostra a banda tocando em uma paisagem desértica, enquanto uma metrópole em miniatura se forma em torno deles. O vídeo foi programado para ser exibido no Channel 4 às 11:35 de 15 de janeiro, mas foi retirado da agenda por razões desconhecidas. Ele finalmente estreou no site oficial da banda quatro dias depois.

## Posições nas paradas
| Parada musical (2007) | Melhor posição |
| --------------------- | -------------- |
| Áustria               | 14             |
| Bélgica (Flanders)    | 5              |
| Bélgica (Valônia)     | 28             |
| IFPI Chart            | 1              |
| Dutch Top 40          | 7              |
| Eurochart Hot 100     | 1              |
| Irish Singles Chart   | 1              |
| RIANZ                 | 29             |
| Noruega               | 16             |
| IFPI Chart            | 15             |
| Turkish Top 20 Chart  | 18             |
| UK Singles Chart      | 1              |
| Billboard Modern Rock | 14             |